# Nucula insignis
Nucula insignis is een tweekleppigensoort uit de familie van de Nuculidae. De wetenschappelijke naam van de soort is voor het eerst geldig gepubliceerd in 1993 door Hayami & Kase.